# Plaid (Blues Saraceno)
Plaid è il secondo album in studio del chitarrista statunitense Blues Saraceno, pubblicato nel 1992.

## Tracce
Musiche di Blues Saraceno, eccetto dove indicato.
1. Last Train Out – 2:17
2. Elvis Talking (You Think It's Over but It's Not) – 3:21
3. The Scratch – 2:42
4. Friday's Walk – 2:54
5. A Little More Cream, Please – 2:37
6. Girth – 2:18
7. A Lighter Shade of Plaid – 4:07
8. Cat's Squirrel – 2:27 (trad. arr. Saraceno, John Stix, Joey Franco)
9. L.A. Vignette – 1:24
10. Exit 21 – 3:24
11. Tommy Gun – 4:11

## Formazione
- Blues Saraceno – chitarra, basso
- Joey Franco – batteria
- John Stix – slide guitar (traccia 8)
- Steve Blucher – lap steel guitar (traccia 8)
- Alex Saraceno – armonica a bocca